# Коллинз, Лорен
Лорен Коллинз (англ. Lauren Collins; род. 29 августа 1986, Торнхилл, Онтарио, Канада) — канадская актриса и сценаристка.

## Биография
Родилась в 1986 году в городе Торнхилл, Онтарио, в семье Стэна и Сари Коллинзов. Отец актрисы родом из Лондона. Посещала среднюю школу Торнли.
Лорен Коллинз имеет еврейское происхождение.
С 2001 по 2008 играла одну из главных ролей в подростковом телесериале «Деграсси: Следующее поколение», а в 2016 на один эпизод вернулась к своей роли в сиквеле — «Деграсси: Новый класс».
В 2016 выступила автором сценария фильма «Последние дни Сэйди на Земле». В 2018 снялась в клипе рэпера Дрейка (коллега по съёмкам в «Деграсси») «I'm Upset».
В августе 2025 года стало известно, что Коллинз получила небольшую роль в фильме Гильермо Дель Торо «Франкенштейн».

## Личная жизнь
29 августа 2017, на празднике в честь дня рождения Лорен Коллинз, актёр Джонатан Мэйлен сделал ей предложение. Свадьба пары прошла в октябре 2018-го. 6 марта 2020 года у пары родился сын, Чарли Себастьян Мэйлен.

## Фильмография

### Актриса
| Год       |    | Русское название              | Оригинальное название         | Роль                     |
| --------- | -- | ----------------------------- | ----------------------------- | ------------------------ |
| 1999      | тф | Рокки Марчиано                | Rocky Marciano                | Мэри Энн                 |
| 2001—2008 | с  | Деграсси: Следующее поколение | Degrassi: The Next Generation | Пейдж Михалчук           |
| 2003      | с  | Отдел мокрых дел              | Blue Murder                   | Шэннон Брэйди            |
| 2003      | с  | Мутанты Икс                   | Mutant X                      | Меган Моррисон           |
| 2003      | с  | В последний миг               | Eleventh Hour                 | Сара Чейз                |
| 2006      | ф  | Держи ритм                    | Take the Lead                 | Кейтлин                  |
| 2007      | ф  | Проделки в колледже           | Charlie Bartlett              | Келли                    |
| 2008      | ф  | Сквозь объектив               | Picture This                  | Алекса                   |
| 2009—2011 | с  | Быть Эрикой                   | Being Erica                   | молодая Барбара Стрэндж  |
| 2011      | тф | Шикарное приключение Шарпей   | Sharpay's Fabulous Adventure  | Тиффани                  |
| 2016      | с  | Деграсси: Новый класс         | Degrassi: Next Class          | Пейдж Михалчук           |
| 2016      | с  | Слэшер                        | Slasher                       | врач скорой помощи       |
| 2017      | с  | Штамм                         | The Strain                    | Софи                     |
| 2018      | ф  | Рождественские хроники        | The Christmas Chronicles      | женщина за другим столом |
| 2019      | с  | Горячая зона                  | The Hot Zone                  | Ребекка                  |
| 2021      | с  | Чем мы заняты в тени          | What We Do in the Shadows     | Мег                      |
| 2021      | с  | Хадсон и Рекс                 | Hudson & Rex                  | Олив Чемберс             |
| 2025      | с  | Расследование Мёрдока         | Murdoch Mysteries             | Анна Кэмпбелл            |
| 2025      | ф  | Франкенштейн                  | Frankenstein                  | Клэр Франкенштейн        |

### Сценаристка
| Год  |   | Русское название             | Оригинальное название      | Роль           |
| ---- | - | ---------------------------- | -------------------------- | -------------- |
| 2016 | ф | Последние дни Сэйди на Земле | Sadie's Last Days on Earth | автор сценария |